# Sergo Ordżonikidze
Sergo Ordżonikidze; właśc. Grigorij Konstantinowicz Ordżonikidze; gruz. გრიგოლ (სერგო) ორჯონიკიძე – Grigol (Sergo) Ordżonikidze; ros. Григорий Константинович Орджоникидзе (ur. 12 października?/24 października 1886 we wsi Ghoresza w guberni kutaiskiej, zm. 18 lutego 1937 w Moskwie) – sowiecki działacz partyjny i państwowy, 1912–1917 członek Komitetu Centralnego SDPRR(b), 1921–1927 członek Komitetu Centralnego RKP(b) i WKP(b), 1927–1930 przewodniczący Centralnej Komisji Kontroli WKP(b), 1930–1937 członek KC i członek Biura Politycznego KC WKP(b), komisarz ludowy przemysłu ciężkiego ZSRR.

## Życiorys
Urodzony w rodzinie szlacheckiej; uczył się w szkole felczerów w Tyflisie. W 1903 wstąpił do SDPRR; uczestnik rewolucji 1905 roku. Aresztowany (w związku z podejrzeniem o szmugiel broni), po zwolnieniu wyjechał do Niemiec. Po powrocie w 1907 osiedlił się w Baku, gdzie był współpracownikiem Stalina.
W 1918 r. uczestniczył w tworzeniu Dońskiej Republiki Radzieckiej, a następnie, jako członek jej nadzwyczajnego sztabu obrony, w nieudanej próbie jej obronienia przed marszem wojsk niemieckich na wschód. Następnie od sierpnia 1918 r. działał na terytorium Tereckiej Republiki Radzieckiej, tworząc zbrojne oddziały czerwonych z miejscowych Inguszy i Czeczenów dla stłumienia powstania Kozaków tereckich i obrony przed Armią Ochotniczą Denikina. Z jego udziałem wdrażano politykę nacjonalizacji ziemi należącej do Kozaków, wysiedlania ich i przekazywania gruntów ludom górskim. W styczniu 1919 r. Ordżonikidze wszedł do komitetu koordynującego obronę republiki przed Denikinem, jednak obrona ta już w następnym miesiącu zakończyła się niepowodzeniem.

### Działalność na Zakaukaziu

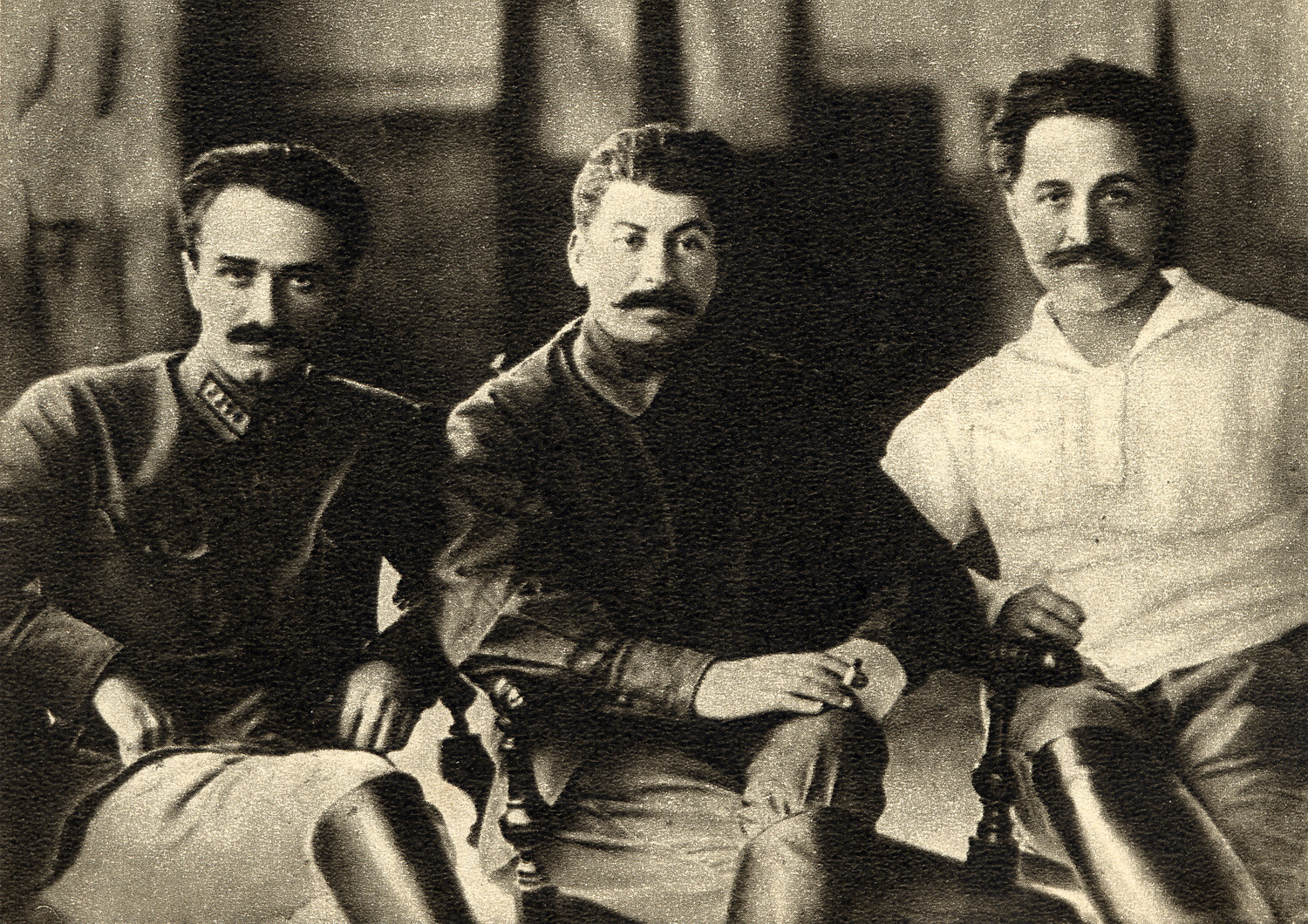
Anastas Mikojan, Józef Stalin i Sergo Ordżonikidze w Tbilisi, 1925 rok

W 1920 stanął na czele sekcji zakaukaskiej Biura Kaukaskiego (Kawbiura) Rosyjskiej Komunistycznej Partii (bolszewików) i w tym charakterze kierował ruchem bolszewickim w Demokratycznej Republice Gruzji. Odegrał znaczącą rolę w podboju Zakaukazia przez Rosję Radziecką. W kwietniu 1920 brał udział w radzieckim podboju Azerbejdżanu, a po militarnym opanowaniu Baku wprowadził zmasowane represje przeciwko przywódcom obalonej Demokratycznej Republiki Azerbejdżanu. Następnie brał udział w podboju Armenii i pierwszej próbie aneksji Gruzji w maju 1920. Na polecenie Lenina została ona jednak przerwana z powodu klęsk bolszewików w wojnie z Polską. Wspólnie z Siergiejem Kirowem, przedstawicielem Rosji Radzieckiej w Gruzji i z poparciem Stalina przekonał Lenina do ostatecznej aneksji Gruzji, przedstawiając 2 stycznia 1921 memoriał w tej sprawie. Ordżonikidze twierdził, że funkcjonowanie demokratycznego państwa gruzińskiego szkodzi interesom bolszewickim na Kaukazie, negatywnie oddziałując na radziecką Armenię i umacniając znaczenie Turcji. Zgodę Lenina na podjęcie inwazji na Gruzję uzyskał 14 lutego 1921. 25 lutego tego samego roku to on poinformował Lenina o zajęciu Tbilisi i proklamowaniu Gruzińskiej Socjalistycznej Republiki Radzieckiej. Następnie wszedł do komunistycznego rządu gruzińskiego. Nieoficjalnie kierował tworzeniem gruzińskich jednostek Armii Czerwonej. W latach 1922–1926 był pierwszym sekretarzem Komitetu Centralnego Komunistycznej Partii Zakaukaskiej FSRR.
Wbrew zaleceniom Lenina, który doceniał poparcie, jakim cieszył się obalony rząd Demokratycznej Republiki Gruzji i zalecał Ordżonikidzemu zawarcie kompromisu z miejscowymi mienszewikami i gruzińską inteligencją, Ordżonikidze przeprowadził czystkę w kaukaskich strukturach partyjnych, w czasie której usunął z organizacji 1/5 jej składu, pozostawiając jedynie 20 tys. członków. Usunięci z partii byli zwolennikami zachowania przez Gruzję autonomii w miejsce forsowanego przez Ordżonikidzego scalania całego Zakaukazia w jednej republice. Forsowana przez Ordżonikidzego polityka natychmiastowej unifikacji Kaukazu Południowego doprowadziła go do gwałtownego konfliktu z przywódcami Komunistycznej Partii (bolszewików) Gruzji. Do swojego projektu federacji zakaukaskiej przekonał tylko trzech członków jej Komitetu Centralnego: Iwane Orachelaszwilego, Szalwę Eliawę i Aleksiego Gegeczkoriego. Pozostali w dniu 22 października demonstracyjnie podali się do dymisji. W czasie posiedzenia komitetu z udziałem Ordżonikidzego doszło do awantury, podczas której Ordżonikidze pobił Budu Mdiwaniego. Sprawa ta była wyjaśniana następnie przez partyjną komisję, która uznała jego zachowanie za niewłaściwe (krytykując także poglądy Mdiwaniego); postawę Ordżonikidzego potępili najwyżsi przywódcy bolszewiccy. W ostatnich dniach 1922 Lenin w liście domagał się przykładnego ukarania Ordżonikidzego, skrytykował także Stalina. 6 marca 1923 Lenin w ostatnim napisanym w życiu liście ponownie wyrażał chęć powrotu do sprawy Mdiwaniego, uważając opinię komisji za stronniczą. Dzień później Stalin ostrzegł Ordżonikidzego przed gniewem Lenina i zasugerował mu wypracowanie kompromisu z gruzińskimi bolszewikami. Tak też się stało – 14 marca miejscowi działacze zgodzili się na utworzenie republiki zakaukaskiej w zamian za gwarancje wyeliminowania tendencji rusyfikacyjnych w strukturach partii, szacunek dla tradycji gruzińskich, państwową ochronę gruzińskiej kultury i oświaty.
Brał udział w krwawym stłumieniu gruzińskiego powstania sierpniowego w 1924.
Protektor Ławrientija Berii, umożliwił mu wejście do Komitetu Centralnego Komunistycznej Partii (bolszewików) Gruzji. Z czasem Ordżonikidze stracił zaufanie do Berii, który w tym czasie zyskał już jednak zaufanie Stalina.
Od 1930 członek Biura Politycznego; komisarz (minister) przemysłu ciężkiego od 1932.

### Sprzeciw wobec kampanii terroru i śmierć
U progu wielkiej czystki zmarł nagle 18 lutego 1937, wkrótce po zakończeniu drugiego procesu moskiewskiego, na którym sądzono m.in. jego pierwszego zastępcę i prawą rękę w komisariacie przemysłu ciężkiego Jurija Piatakowa (Ordżonikidze miał otrzymać uprzednio od Stalina gwarancje ocalenia życia Piatakowa), a tuż przed wyznaczonym na 23 lutego plenum Komitetu Centralnego, które miało zadecydować o losach Nikołaja Bucharina i Aleksieja Rykowa i o zakresie czystki. Ordżonikidze był przeciwny eskalacji terroru i otwarcie sprzeciwiał się w tej sprawie Stalinowi, z którym był w bliskich osobistych relacjach (jako jeden z nielicznych zwracał się do Stalina po imieniu czy starym pseudonimem partyjnym Koba). Według oficjalnej wersji przyczyną śmierci był atak serca. Chruszczow na XX Zjeździe KPZR (1956) w tajnym referacie ujawnił, iż Ordżonikidze został zmuszony do samobójstwa. Istnieje również wersja, że został skrytobójczo zamordowany przez NKWD (we własnej sypialni).

## Upamiętnienie
Na jego cześć m.in. zmieniono nazwę miasta Władykaukaz, a także nadano nazwę miastu obecnie znanemu jako Pokrow.